# ハープと管弦楽のための小協奏曲

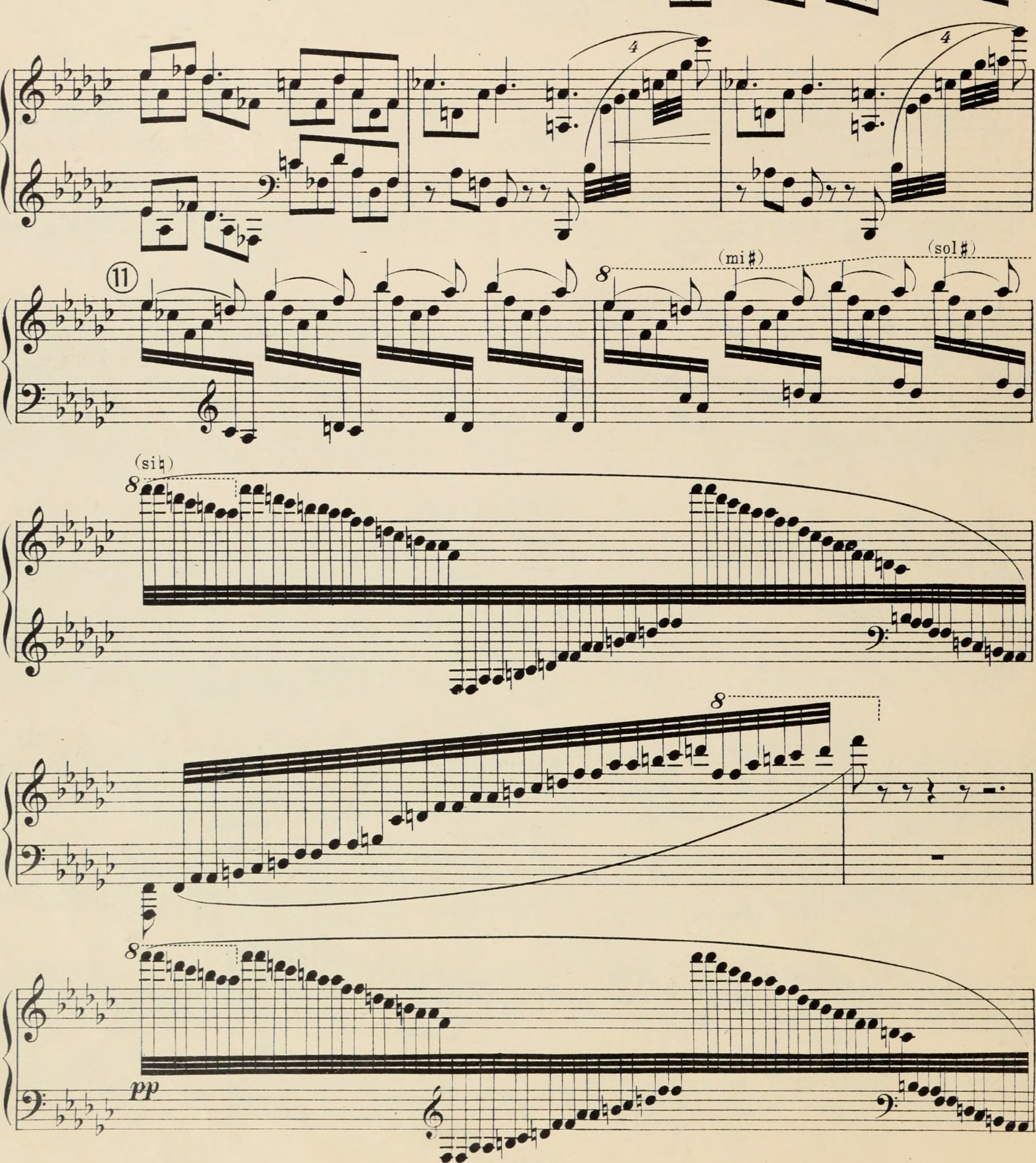

ハープと管弦楽のための小協奏曲（ハープとかんげんきょくのためのしょうきょうそうきょく、Konzertstück pour harpe et orchestre）作品39は、ガブリエル・ピエルネが1901年に作曲したハープと管弦楽のための協奏曲。標題がドイツ語式となっており、「ハープと管弦楽のためのコンツェルトシュテュック」と表記される場合もある。ベルギー出身のハーピストであるアルフォンス・アッセルマンに献呈されたが、初演は1903年1月、アッセルマン門下のアンリエット・ルニエを独奏者として、パリにおいてコンセール・コロンヌの演奏会で行われた。

## 編成
独奏ハープ、フルート2、オーボエ2、クラリネット2、ファゴット2、ホルン4、トランペット2、トロンボーン3、ティンパニ2、トライアングル、弦五部

## 構成
1. Allegro moderato（アレグロ・モデラート）
2. Andante（アンダンテ）
3. Allegro scherzando（アレグロ・スケルツァンド）

演奏時間：約15分。